# Viviana
Viviana (No Brasil: Viviana, em Busca do Amor) é uma telenovela mexicana produzida por Valentín Pimstein para a Televisa e exibida entre 22 de maio de 1978 e 9 de março de 1979.
A história original é de Inés Rodena, e adaptada por Luis Reyes de la Maza.
A trama foi protagonizada por Lucía Méndez e Juan Ferrara, e antagonizada por Maricruz Olivier e Héctor Bonilla.

## Sinopse
Viviana é uma garota pobre que vive em uma vila costeira, com seu avô. Jorge Armando é um turista da Cidade do México, que esta passando as férias no lugar, Jorge Armando e Viviana se conhecem e se apaixonam um pelo outro, ele, convencido pelo amor que sente pela menina Viviana, decide pedir a mão da mesma em casamento, Viviana emocionada aceita.
Depois do casamento, Jorge Armando decide voltar para a Capital e pede que Viviana o espere, pois o mesmo tem problemas para resolver na Cidade. A pobre moça confiando cegamente em seu marido, o aguarda pacientemente, passando-se meses, Jorge Armando não retorna a cidade costeira para voltar aos braços de Viviana, a mesma desconfiada, viaja até a Capital para encontrar o seu amado.
Mas Jorge Armando, agora tem um outro relacionamento com a filha de Don Anselmo, seu chefe, um homem milionário e dono de vários restaurantes , a bonita Gloria .
Jorge Armando encontra Viviana e percebendo que a mesma será um obstáculo em seus planos, decide escondê-la na casa de uma senhora, a Dona Beatriz, uma mulher excêntrica, que é amiga de Dona Consuelo, uma Dama dona de um Bordel, que ao ver Viviana, considera a menina um bom negócio. Dona Consuelo convence Dona Beatriz a deixar a menina a passar uns tempos em sua casa em troca de dinheiro.
Mais tarde, Jorge Armando se divorcia de Viviana de uma forma suspeita e fraudulenta, sem saber que ela está grávida, mas Viviana se dá conta de todo o plano de Jorge Armando após seu casamento com Gloria. Dias mais tarde Viviana descobre que dona Beatriz iria ajudar a Dona Consuelo a vende-la como escrava sexual. Viviana consegue escapar, mas perde seu filho.
Anos mais tarde, Viviana conhece um médico bonito e bem sucedido chamado Julio Montesinos, que a contrata como dama de companhia para sua avó, a Dona Angus. Julio acaba se apaixonando por Viviana e tenta conquistar o amor dela, apoiando-a incondicionalmente.
O casamento mentiroso de Jorge Armando e Gloria Don Anselmo se torna um fracasso. Don Anselmo, pai de Gloria, conhece Viviana e se apaixona pela moça. Jorge Armando decide procurar Viviana para reconquistar o amor de menina, mas percebe que agora tem dois rivais, Julio e Don Anselmo.

## Elenco
- Lucía Méndez - Viviana Lozano
- Héctor Bonilla - Jorge Armando Moncada[1]
- Juan Ferrara - Julio Montesinos
- Maricruz Olivier - Gloria
- Claudio Brook - Don Anselmo
- Isabela Corona - Consuelo
- Sara García - Doña Angustias Rubio Montesinos
- Carlos Cámara - Don Jesús
- Adriana Roel - Delia
- Luisa Huertas - Eloísa
- María Fernanda - Mari Loli Moreno
- Germán Robles - Manuel
- Rosa María Moreno - Beatríz de los Reyes
- Emma Roldán - Matilde
- Lily Inclán - Matilde
- Miguel Córcega - Don Gerardo Aparicio
- Javier Marc - El Gordo
- Raquel Olmedo - Sonia
- Miguel Palmer - Jaime Ordóñez
- Tamara Garina - Vera
- Beatriz Aguirre - Luz María
- Raul Meraz - Dr.Ibáñez
- Felix Santaella - Esteban Rubio
- Leticia Perdigón - Azafata
- Eduardo Alcaraz - Marcelo Mayordomo
- Raymundo Capetillo - Alfonso Cernuda
- Héctor Cruz - Inspector Manzanos
- Alicia Encinas - Clara
- Ada Carrasco - Rosa
- Rafael Banquells - Doctor Navas
- Flor Trujillo - Isabela
- Arturo Benavides - Jefe de policía
- Gaston Tuset - Padre Raúl
- Carlos Monden - Manzor
- Juan Antonio Edwards - Mozo del hotel
- Arturo Lorca - Mozo del hotel
- Alicia Bonet - Paty
- Antonio Medellín - Roberto
- Maricruz Nájera - Enfermera
- Mauricio Ferrari - Enrique
- Antonio Brillas - Doctor Andres Montiel
- Gustavo Ganem
- Leandro Martínez
- Enrique Becker
- Fernando Borges - Sosaya
- Miguel Angel Negrete - Socio de Esteban
- Mercedes Pascual - Belina
- Rafael del Río - Juan Manuel León
- Roberto Ballesteros - José Aparicio
- Manuel Guízar - Chofer
- Enrique Muñoz

## Exibição no Brasil
Foi exibida no Brasil pelo SBT, entre 22 de outubro de 1984 a 31 de maio de 1985, às 20h25, em 182 capítulos. 
Foi reprisada pela primeira vez entre 9 de fevereiro a 12 de junho de 1987 às 15h30, substituindo Só Você, e sendo substituída por Cristina Bazán, repetindo o mesmo sucesso da primeira exibição.
Foi reprisada pela segunda vez em 1991, às 15h30, na sessão Novelas da Tarde, do SBT, desta vez com baixa audiência.

## Curiosidades
- O galã era Hector Bonilla, também famoso por uma participação especial em El Chavo del OchoChaves.
- Foi a segunda novela de Lucía Méndez.
- Foi a primeira novela a mostrar cenas de conteúdo sexual na televisão mexicana.
- É remake de Siempre habrá un mañana.
- Em 1998, a Televisa fez outro remake intitulado Camila, uma nova versão dessa mesma história numa produção de Angelli Nesma e que tinha protagonistas Bibi Gaytán, Eduardo Capetillo, Adamari López e Kuno Becker.
- A canção de abertura foi cantada pela Lucía Méndez.
- No México, foi lançado um LP com a trilha sonora da novela.
- No Brasil, a música tema de abertura da primeira exibição foi "Dreaming Melody", interpretada por Pierre Porte e Gran Orquestra, lançada no LP Hits Reunion pela Fermata, em 1983, mas logo outra música foi colocada na abertura, "Viviana", interpretada por Wilson Miranda, e lançada em compacto simples pela Continental, em 1984.